# Franska nya vågen
Den franska nya vågen (fr.: la nouvelle vague) var en strömning inom den franska filmen under 1960-talet. Den inleddes 1959 och omfattade många ur den nya generation franska regissörer som debuterade åren 1958–1962. Bland de viktigare namnen fanns Alain Resnais, François Truffaut och Jean-Luc Godard.

## Historik

### Bakgrund
Skribenter i det franska filmmagasinet Cahiers du cinéma bestämde sig för att omsätta teorin om en auteur — regissören som centrum i allt filmiskt skapande — i praktiken genom att själva börja göra film. Filmer av Jean Renoir och Jean Vigo sågs som förebilder.
Tidigare skribenter i magasinet som François Truffaut med De 400 slagen (1959) och Jean-Luc Godard med Till sista andetaget (1960) inledde den franska nya vågen. Andra regissörer som gjorde avtryck var Claude Chabrol, Jacques Rivette, Eric Rohmer, Louis Malle, Agnès Varda och Alain Resnais.

### Stil och utveckling
Filmerna tog sig nya uttryck, som tagningar som varade i sju minuter (exempelvis den berömda trafikstockningen i Godards Utflykt i det röda). Filmerna hade också existentiella teman, med en betoning av individen och ett gillande av det absurda i människans existens. Inte bara teman och uttryck var viktigt, utan också hur de filmades. Den nya franska vågens regissörer filmade ofta ute på stan och tog avstånd ifrån idén om filmer gjorda i en studio. Lätta kameror, ljus- och ljudutrustning var uppfinningar som regissörerna utnyttjade. Flera nya vågen-filmer känns igen på deras flytande rörelser, ofta med scener där kameran följer filmens rollfigurer längs Paris gator.
Den nya vågens filmer gjordes med små resurser. Ofta filmades de i lägenheter som tillhörde vänner till regissören och personal samt skådespelare kom även från samma vänkrets. Regissörerna tvingades även att improvisera med utrustningen (genom att till exempel använda en shoppingvagn som rullande plattform för kameran). Kostnaden för film var också ett problem och försöken att spara in på film blev stilistiska drag: till exempel i Jean-Luc Godards Till sista andetaget har flera scener en upphuggen känsla, vilket beror på att de filmades i en enda lång tagning och att de delar som inte blev lyckade helt enkelt klipptes bort mitt i den berörda scenen. 

### Internationell påverkan
Den nya vågen hade även inflytande på amerikansk film. Efter Arthur Penns Bonnie och Clyde (1967) kom New Hollywood regissörerna (Altman, Coppola, De Palma och Scorsese) att i slutet på 1960-talet/början av 1970-talet göra filmer inspirerade av sina europeiska (och framförallt franska) motsvarigheter. Även den yngre generationen filmskapare har visat influenser från nya vågen, däribland Quentin Tarantino och Wes Anderson.